# 11295 Gustaflarsson
11295 Gustaflarsson è un asteroide della fascia principale. Scoperto nel 1992, presenta un'orbita caratterizzata da un semiasse maggiore pari a 3,2045885 UA e da un'eccentricità di 0,1871665, inclinata di 1,66724° rispetto all'eclittica.
L'asteroide è dedicato al poeta svedese Carl Gustaf Larsson.